# Auto-Bi
Auto-Bi is een historisch Amerikaans merk van automobielen en motorfietsen.
De bedrijfsnaam was: The Buffalo Automobile & Auto Bi Co., Buffalo (New York)
Auto-Bi produceerde van 1900 tot 1912 eenvoudige motorfietsen en scooterachtige modellen met E.R. Thomas-motoren van 1½ en 2½ pk en riemaandrijving. Bijzonder aan de constructie van de eerste modellen was de plaatsing van het vliegwiel in een ruimte gevuld met watten, die moesten voorkomen dat de rijder oliespatten op zijn kleding kreeg. Thomas was een dochteronderneming van Auto-Bi.